# Eufemia Przemysłówna
Eufemia (ur. w 1253 w Poznaniu, zm. 5 września 1298 we Wrocławiu) – księżniczka wielkopolska, klaryska wrocławska z dynastii Piastów.
Bliźniacza córka (wraz z Anną) księcia wielkopolskiego Przemysła I i Elżbiety, córki księcia śląskiego, krakowskiego i wielkopolskiego Henryka II Pobożnego. Siostra króla Polski Przemysła II.

## Życiorys
Na chrzcie otrzymała imię po ciotce ze strony ojca Eufemii, księżniczce wielkopolskiej i księżnej opolsko-raciborskiej. W źródłach występuje jako Eufemia oraz ze zdrobniałą formą Ofka.
Gdy miała 4 lata, zmarł jej ojciec. Odtąd opiekę nad nią i jej rodzeństwem sprawowali matka Elżbieta (zmarła w 1265) i stryj Bolesław Pobożny. Wychowywała się w bardzo religijnym środowisku, które z pewnością miało wpływ na wybór jej drogi życiowej. Jej matka dzieciństwo spędziła w klasztorze cysterek w Trzebnicy, gdzie znajdowała się pod silnym wpływem swej babki Jadwigi, przyszłej świętej. Nie jest pewne, czy przed małżeństwem z Przemysłem I nie złożyła ona ślubów zakonnych. Wiele czasu Eufemia spędziła na dworze Bolesława Pobożnego i jego żony, przyszłej błogosławionej, Jolenty Heleny, na którym panowała wysoce religijna atmosfera. Dodatkowo jej babka Anna, księżna śląska, zmarła w opinii świętości.
Podobnie jak dwie jej siostry, Eufrozyna i Anna, wybrała życie zakonne. W bliżej nieznanym czasie wstąpiła do klasztoru klarysek we Wrocławiu. Jako jedyna z sióstr Eufemia nie została ksienią klasztoru. Do 1280 funkcję ksieni klarysek wrocławskich pełniła Jadwiga, córka Henryka Pobożnego, a po jej rezygnacji zastąpiła ją Jadwiga, córka Konrada I głogowskiego, która godność tę sprawowała do swej śmierci w 1318.
Po śmierci Eufemia została pochowana we wrocławskim klasztorze klarysek.